# Chionaspis comys
Chionaspis comys är en insektsart som beskrevs av Williams och Watson 1988. Chionaspis comys ingår i släktet Chionaspis och familjen pansarsköldlöss. Inga underarter finns listade i Catalogue of Life.